# Heidrunea irmleri
Heidrunea irmleri là một loài nhện trong họ Trechaleidae.
Loài này thuộc chi Heidrunea. Heidrunea irmleri được miêu tả năm 1994 bởi Antonio D. Brescovit & Höfer.